# Schloss Mandach
Das Schloss Mandach oder Schlössli Mandach war ein Festes Haus bei Bad Zurzach im Schweizer Kanton Aargau am Hochrhein nahe der Rheinbrücke Zurzach–Rheinheim.

## Geschichte

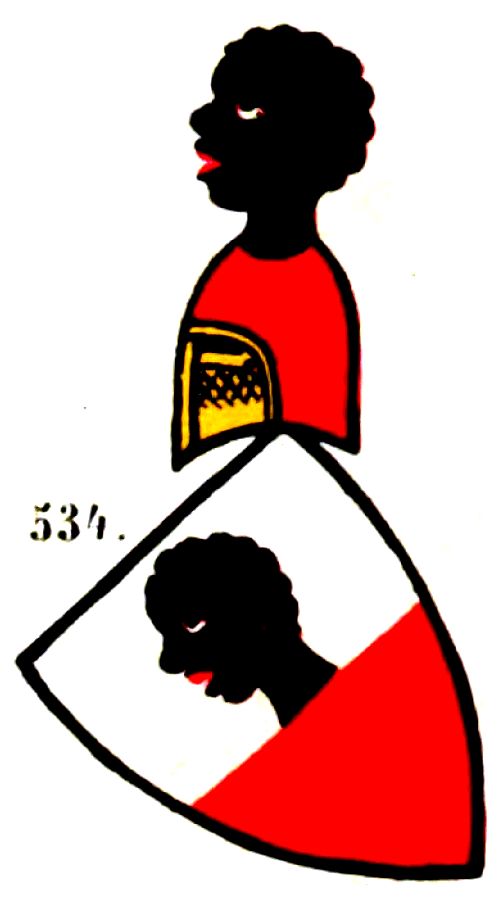
Wappen derer von Mandach, Zürcher Wappenrolle, ca. 1240

Es wird angenommen, dass um 1320 die Edlen von Mandach als Ministeriale der Bischöfe von Konstanz hier ein festes Haus errichteten, Bischof Eberhard hatte nach dem Kauf von Zurzach hier die Rheinbrücke neu errichten lassen, sie bestand jedoch wohl keine hundert Jahre. Die Besitzer wechselten dann mehrfach. Leheninhaber war auch die Schaffhauser Familie des St. Georgener Abtes David von Winkelsheim. Später folgte das Chorherrenstift Zurzach als Besitzer. Von 1671 bis 1673 liess Chorherr Johann Jakob Äckerlin das Haus herrichten und arrondierte die Umgebung. Auf einer Zeichnung von Franz Heinrich Baldinger aus dem Jahr 1829 ist das Anwesen zu sehen. Nach dem Tod Äckerlins kam das Schlössli an das Kloster St. Trudpert, Abt Roman Edel verschied hier 1694 im Exil und wurde im Verenamünster beigesetzt. 1744 während der Belagerung Freiburgs durch Ludwig XV. hielten sich hier die Äbte der Klöster St. Trudpert und Schwarzach auf. 1749 erwarben Kaufleute aus Winterthur das Anwesen, 1771 ging es an die Tschudi von Gräpplang. 1799 erwarb der Knopfmacher Johannes Gross zum Herz in Zurzach das Schlössli, 1812 gab er es an Johannes Höhn aus Horgen weiter. Danach folgten weitere diverse Besitzer. 1871 war es Quartier von Soldaten der Bourbaki-Armee. 1906 fiel es als alter Kasten dem Bau der Rheintalbahn zum Opfer, bis dahin diente es als bescheidene aber gern besuchte Wirtschaft mit teils zwielichtigem Ruf. Als die Rheinbrücke noch nicht bestand, befand sich hier jahrhundertelang die vor allem für die Zurzacher Messe bedeutende Anlegestelle der Rheinfähre Rheinheim-Zurzach. Heute führt hier neben der Rheintalbahn die untertunnelte Umgehungsstraße entlang. Bei Riedern am Wald besteht noch die Ruine der Burg Mandach. Junker Sebastian von Mandach erwarb 1516 die Burg Oberstaad.

## Darstellungen
- Es gibt alte Abbildungen vom Schloss Mandach. Eine alte, kurz vor dem Abbruch gemachte Fotografie befindet sich im Museum Höfli. Zwei erhaltene Türen befinden sich im Rathaus Zurzach.[1]